# SN 1983P
SN 1983P – supernowa typu Ia odkryta 5 lipca 1983 roku w galaktyce NGC 5746. W momencie odkrycia miała maksymalną jasność 13,60m.